# Krndija
Krndija je horské pásmo ve východním Chorvatsku ve Slavonii. Prochází Osijecko-baranjskou, Požežsko-slavonskou a Viroviticko-podrávskou župou. Pramení zde řeky Iskrica a Vuka. U severní strany pohoří se nacházejí města Našice a Orahovica a na jižní straně pohoří v Požežské kotlině se nachází město Kutjevo.
Nejvyšší horou je 790 m vysoký Kapovac (též Kapavac), dalšími vrcholy jsou Petrov vrh (701 m), Djedov nos (528 m) a Lončarski vis (481 m). Západní hranici Krndije tvoří horský průsmyk Kapovacem a horou Češljakovački vis (825 m) v pohoří Papuk. Průsmyk Međe se silnicí D53 spojující Kutjevo a Orahovici rozděluje Krndiju na západní a východní část; hranice východní části je obtížné určit, protože směrem ke městu Đakovo postupně přechází do roviny. Od pohoří Dilj je Krndija oddělena potokem Londžica.
Celé pohoří včetně nejvyššího vrcholu je zalesněné. Hora Lončarski vis je tvořena vulkanickými horninami, jako jsou např. andezit a latit. Pohoří je jedno z nejstarších v Chorvatsku, jelikož je tvořeno metamorfovanými horninami starými více než 300 milionů let.